# Categoría Primera B 2019
Die Categoría Primera B 2019, nach einem Sponsor auch Torneo Águila genannt, war die 28. Spielzeit der zweiten kolumbianischen Spielklasse im Fußball der Herren, die von der División Mayor del Fútbol Profesional Colombiano (DIMAYOR) ausgerichtet wird.
Die Absteiger aus der Categoría Primera A 2018 waren Boyacá Chicó FC aus Tunja und Leones FC aus Itagüí.
Die Hinserie konnte Deportivo Pereira gewinnen. Pereira stand bereits als erster Aufsteiger fest, als es sich als bestplatzierte Mannschaft der Gesamttabelle auch für das Finale der Rückserie qualifizierte. Pereira konnte sich mit dem Gewinn der Rückserie auch die Meisterschaft sicher. In den Play-offs konnte sich Boyacá Chicó gegen Cortuluá den zweiten Aufstiegsplatz sichern.

## Modus
Der Modus hat sich im Vergleich zum Vorjahr verändert. Es werden wieder zwei Turniere gespielt (Apertura und Finalización). In der Ligaphase spielen jeweils alle Mannschaften gegeneinander. Die ersten acht Mannschaften qualifizieren sich für die Finalrunde. Die Finalrunde besteht aus einer Gruppenphase mit zwei Gruppen mit jeweils vier Mannschaften, die in Hin- und Rückspielen die beiden Teilnehmer am Finale ermitteln. Die beiden Finalisten spielen den Halbserienmeister aus. Am Ende des Jahres ermitteln die beiden Halbserienmeister einen Gesamtmeister, der direkt aufsteigt. Der unterlegene Finalist spielt in einem weiteren Spiel gegen den bestplatzierten Verein der Gesamttabelle den zweiten Aufsteiger aus, wenn dieser in der Gesamttabelle vor dem unterlegenen Finalisten steht.

## Teilnehmer
Die folgenden Vereine nahmen an der Spielzeit 2019 teil. Real Santander zog von Floridablanca nach San Andrés um und wurde in Real San Andrés umbenannt. Universitario Popayán wurde nach der Hinserie in Boca Juniors de Cali umbenannt und zog von Popayán nach Cali um.
| Mannschaft | Stadt                  | Stadion                                         | Kapazität     |
| --- | ---------------------- | ----------------------------------------------- | ------------- |
| Atlético FC | Cali                   | Pascual Guerrero                                | 35.405        |
| Barranquilla FC | Barranquilla           | Romelio Martínez Metropolitano Roberto Meléndez | 11.000 58.000 |
| Boca Juniors de Cali 1 | Cali                   | Pascual Guerrero                                | 35.405        |
| Bogotá FC | Bogotá                 | Metropolitano de Techo                          | 10.000        |
| Boyacá Chicó FC | Tunja                  | Independencia                                   | 25.000        |
| Cortuluá | Tuluá                  | Doce de Octubre                                 | 16.000        |
| Deportes Quindío | Armenia                | Centenario                                      | 20.716        |
| Deportivo Pereira | Pereira                | Hernán Ramírez Villegas                         | 31.192        |
| Fortaleza FC | Cota                   | Municipal de Cota                               | 04.000        |
| Leones FC | Itagüí                 | Ciudad de Itagüí                                | 12.000        |
| Llaneros FC | Villavicencio Tunja    | Manuel Calle Lombana Independencia 2            | 15.000 25.000 |
| Orsomarso SC | Palmira                | Rivera Escobar                                  | 09.000        |
| Real Cartagena | Cartagena Barranquilla | Jaime Morón León Romelio Martínez 3             | 16.068 11.000 |
| Real San Andrés | San Andrés             | Estadio Erwin O’Neill                           | 05.000        |
| Tigres FC | Bogotá                 | Metropolitano de Techo                          | 10.000        |
| Universitario Popayán 4 | Popayán Palmira        | Ciro López Deportivo Cali                       | 05.000 53.347 |
| Valledupar FC | Valledupar             | Armando Maestre Pavajeau                        | 10.000        |
| 1 Boca Juniors de Cali nimmt der Rückserie teil.2 Llaneros FC weicht aufgrund von Umbauarbeiten am eigenen Stadion in der Rückserie nach Tunja aus.3 Real Cartagena weicht aufgrund von Umbauarbeiten am eigenen Stadion zu Beginn der Rückserie nach Barranquilla aus.4 Universitario Popyán nahm nur an der Hinserie teil. Ab März trug der Verein seine Spiele im Estadio Deportivo Cali aus. |                        |                                                 |               |

## Apertura

### Ligaphase

#### Tabelle
| Pl.                       | Verein                | Sp. | S | U | N | Tore    | Diff. | Punkte |
| ------------------------- | --------------------- | --- | - | - | - | ------- | ----- | ------ |
| 1.                        | Real Cartagena        | 15  | 8 | 5 | 2 | 026:150 | +11   | 29     |
| 2.                        | Deportes Quindío      | 15  | 8 | 5 | 2 | 023:120 | +11   | 29     |
| 3.                        | Deportivo Pereira     | 15  | 8 | 4 | 3 | 026:100 | +16   | 28     |
| 4.                        | Barranquilla FC       | 15  | 7 | 5 | 3 | 020:150 | +5    | 26     |
| 5.                        | Boyacá Chicó FC (A)   | 15  | 6 | 7 | 2 | 016:100 | +6    | 25     |
| 6.                        | Cortuluá              | 15  | 7 | 3 | 5 | 026:220 | +4    | 24     |
| 7.                        | Leones FC (A)         | 15  | 6 | 6 | 3 | 016:120 | +4    | 24     |
| 8.                        | Llaneros FC           | 15  | 7 | 2 | 6 | 026:240 | +2    | 23     |
| 9.                        | Bogotá FC             | 15  | 6 | 4 | 5 | 016:190 | −3    | 22     |
| 10.                       | Tigres FC             | 15  | 5 | 5 | 5 | 020:240 | −4    | 20     |
| 11.                       | Fortaleza FC          | 15  | 5 | 4 | 6 | 021:220 | −1    | 19     |
| 12.                       | Valledupar FC         | 15  | 3 | 5 | 7 | 013:200 | −7    | 14     |
| 13.                       | Universitario Popayán | 15  | 2 | 6 | 7 | 012:200 | −8    | 12     |
| 14.                       | Real San Andrés       | 15  | 1 | 7 | 7 | 013:240 | −11   | 10     |
| 15.                       | Atlético FC           | 15  | 1 | 5 | 9 | 009:250 | −16   | 08     |
| 16.                       | Orsomarso SC          | 15  | 0 | 7 | 8 | 016:250 | −9    | 07     |
| Stand: Ende der Ligaphase |                       |     |   |   |   |         |       |        |

| (A) | Absteiger aus der Categoría Primera A 2018: Boyacá Chicó, Leones FC |

### Finalrunde

#### Gruppe A
| Pl.                        | Verein          | Sp. | S | U | N | Tore    | Diff. | Punkte |
| -------------------------- | --------------- | --- | - | - | - | ------- | ----- | ------ |
| 1.                         | Cortuluá        | 6   | 4 | 1 | 1 | 011:400 | +7    | 13     |
| 2.                         | Real Cartagena  | 6   | 3 | 2 | 1 | 011:800 | +3    | 11     |
| 3.                         | Leones FC       | 6   | 2 | 1 | 3 | 006:110 | −5    | 07     |
| 4.                         | Barranquilla FC | 6   | 1 | 0 | 5 | 004:900 | −5    | 03     |
| Stand: Ende der Finalrunde |                 |     |   |   |   |         |       |        |

| 11. Mai 2019    |     |                 |                                                |
| Barranquilla FC | 2:0 | Leones FC       | Estadio Romelio Martínez, Barranquilla         |
| 12. Mai 2019    |     |                 |                                                |
| Cortuluá        | 3:0 | Real Cartagena  | Estadio Doce de Octubre, Tuluá                 |
| 15. Mai 2019    |     |                 |                                                |
| Leones FC       | 3:1 | Cortuluá        | Estadio Metropolitano Ciudad de Itagüí, Itagüí |
| 16. Mai 2019    |     |                 |                                                |
| Real Cartagena  | 2:1 | Barranquilla FC | Estadio Jaime Morón León, Cartagena            |
| 20. Mai 2019    |     |                 |                                                |
| Barranquilla FC | 0:1 | Cortuluá        | Estadio Romelio Martínez                       |
| Leones FC       | 1:1 | Real Cartagena  | Estadio Metropolitano Ciudad de Itagüí         |
| 25. Mai 2019    |     |                 |                                                |
| Real Cartagena  | 4:1 | Leones FC       | Estadio Jaime Morón León                       |
| Cortuluá        | 2:0 | Barranquilla FC | Estadio Doce de Octubre                        |
| 29. Mai 2019    |     |                 |                                                |
| Cortuluá        | 3:0 | Leones FC       | Estadio Doce de Octubre                        |
| Barranquilla FC | 1:3 | Real Cartagena  | Estadio Romelio Martínez                       |
| 2. Juni 2019    |     |                 |                                                |
| Leones FC       | 1:0 | Barranquilla FC | Estadio Metropolitano Ciudad de Itagüí         |
| Real Cartagena  | 1:1 | Cortuluá        | Estadio Jaime Morón León                       |

#### Gruppe B
| Pl.                        | Verein            | Sp. | S | U | N | Tore    | Diff. | Punkte |
| -------------------------- | ----------------- | --- | - | - | - | ------- | ----- | ------ |
| 1.                         | Deportivo Pereira | 6   | 5 | 0 | 1 | 009:400 | +5    | 15     |
| 2.                         | Boyacá Chicó FC   | 6   | 4 | 1 | 1 | 007:200 | +5    | 13     |
| 3.                         | Deportes Quindío  | 6   | 1 | 1 | 4 | 005:700 | −2    | 04     |
| 4.                         | Llaneros FC       | 6   | 0 | 2 | 4 | 002:100 | −8    | 02     |
| Stand: Ende der Finalrunde |                   |     |   |   |   |         |       |        |

| 11. Mai 2019      |     |                   |                                             |
| Deportivo Pereira | 2:1 | Deportes Quindío  | Estadio Hernán Ramírez Villegas, Pereira    |
| 12. Mai 2019      |     |                   |                                             |
| Llaneros FC       | 0:3 | Boyacá Chicó      | Estadio Manuel Calle Lombana, Villavicencio |
| 15. Mai 2019      |     |                   |                                             |
| Boyacá Chicó      | 0:1 | Deportivo Pereira | Estadio La Independencia, Tunja             |
| 19. Mai 2019      |     |                   |                                             |
| Llaneros FC       | 1:2 | Deportivo Pereira | Estadio Manuel Calle Lombana                |
| 20. Mai 2019      |     |                   |                                             |
| Boyacá Chicó      | 1:0 | Deportes Quindío  | Estadio La Independencia                    |
| 23. Mai 2019      |     |                   |                                             |
| Deportes Quindío  | 3:0 | Llaneros FC       | Estadio Centenario de Armenia, Armenia      |
| 26. Mai 2019      |     |                   |                                             |
| Deportes Quindío  | 0:1 | Boyacá Chicó      | Estadio Centenario de Armenia               |
| 27. Mai 2019      |     |                   |                                             |
| Deportivo Pereira | 1:0 | Llaneros FC       | Estadio Hernán Ramírez Villegas             |
| 30. Mai 2019      |     |                   |                                             |
| Llaneros FC       | 1:1 | Deportes Quindío  | Estadio Manuel Calle Lombana                |
| Deportivo Pereira | 1:2 | Boyacá Chicó      | Estadio Hernán Ramírez Villegas             |
| 2. Juni 2019      |     |                   |                                             |
| Boyacá Chicó      | 0:0 | Llaneros FC       | Estadio La Independencia                    |
| Deportes Quindío  | 0:2 | Deportivo Pereira | Estadio Centenario de Armenia               |

### Finale
Das Hinspiel wurde am 6. und das Rückspiel am 10. Juni 2019 ausgetragen. Deportivo Pereira konnte sich nach einer Hinspielniederlage im Rückspiel im Elfmeterschießen durchsetzen und qualifizierte sich für das Finale um den Aufstieg.
|          | Gesamt          |                   | Hinspiel | Rückspiel |
| -------- | --------------- | ----------------- | -------- | --------- |
| Cortuluá | 3:3 (1:3 i. E.) | Deportivo Pereira | 2:1      | 1:2       |

#### Hinspiel
| Paarung           | Cortuluá – Deportivo Pereira |
| Ergebnis          | 2:1 (1:0) |
| Datum             | 6. Juni 2019 um 15:30 Uhr (UTC−5) |
| Stadion           | Estadio Doce de Octubre, Tuluá |
| Schiedsrichter    | Carlos Arturo Ortega (Cartagena) |
| Tore              | 1:0 Juan Sebastián Herrera (23.) 2:0 Juan Camilo Roa (53.) 2:1 Diego Álvarez (73.) |
| Cortuluá          | Juan Arturo, Mateo Puerta, Deiver Parra, Duván Viáfara, Fabio Delgado, Edwin Laszo, Juan Camilo Roa, Jaime Córdoba (83. Juan Lobo), Duván Sánchez, Guillermo Murillo, Juan Sebastián Herrera Cheftrainer: Mayer Candelo                                                     |
| Deportivo Pereira | Harlen Castillo, Francisco Córdoba, Sebastián Puerta, Danny Cano, Mauricio Casierra, Jorge Murillo, Edwin Móvil, Ronaldo Tavera (45. Rafael Navarro), Cristian Mejía (45. Alejandro Artunduaga), Jairo Molina (72. Mateo Cano), Diego Álvarez Cheftrainer: Néstor Craviotto |
| Gelbe Karten      | Juan Sebastián Herrera, Mateo Puerta, Duván Viáfara – Danny Cano, Francisco Córdoba, Rafael Navarro |

#### Rückspiel
| Paarung           | Deportivo Pereira – Cortuluá |
| Ergebnis          | 2:1 (1:1), 3:1 i. E. |
| Datum             | 10. Juni 2019 um 19:30 Uhr (UTC−5) |
| Stadion           | Estadio Hernán Ramírez Villegas, Pereira |
| Schiedsrichter    | Gustavo Murillo Rivas (Chocó) |
| Tore              | 1:0 Jairo Molina (30.) 1:1 Juan Camilo Roa (41.) 2:1 Diego Álvarez (69.) Elfmeterschießen: 1:0 Diego Álvarez Castillo hält gegen Herrera 2:0 Rafael Navarro 2:1 Rivaldo Correa 3:1 Jairo Molina Laszo schießt über das Tor Casierra schießt an den Pfosten Castillo hält gegen Montoya |
| Deportivo Pereira | Harlen Castillo, Francisco Córdoba, Yoiver González, Danny Cano, Mauricio Casierra, Jhonny Vásquez, Edwin Móvil (68. Yainer Acevedo), Rafael Navarro, Alejandro Artunduaga (63. César Manzano), Jairo Molina, Diego Álvarez Cheftrainer: Néstor Craviotto                              |
| Cortuluá          | Juan Arturo, Luis Rodríguez, Duván Vergara, Mateo Puerta (91. David Montoya), Fabio Delgado, Juan Camilo Roa, Duván Sánchez (80. Daniel Mera), Guillermo Murillo, Edwin Laszo, Jaime Córdoba (75. Rivaldo Correa), Sebastián Herrera. Cheftrainer: Mayer Candelo                       |
| Gelbe Karten      | Mauricio Casierra – Luis Rodríguez, Juan Arturo, Guillermo Murillo |
| Besonderheiten    | Castillo hält Elfmeter gegen Murillo (51.) |

## Finalización

### Ligaphase

#### Tabelle
| Pl.                       | Verein               | Sp. | S | U | N  | Tore    | Diff. | Punkte |
| ------------------------- | -------------------- | --- | - | - | -- | ------- | ----- | ------ |
| 1.                        | Deportes Quindío     | 15  | 8 | 5 | 2  | 021:120 | +9    | 29     |
| 2.                        | Boyacá Chicó FC (A)  | 15  | 8 | 3 | 4  | 025:190 | +6    | 27     |
| 3.                        | Bogotá FC            | 15  | 8 | 2 | 5  | 019:140 | +5    | 26     |
| 4.                        | Cortuluá             | 15  | 8 | 1 | 6  | 024:190 | +5    | 25     |
| 5.                        | Deportivo Pereira    | 15  | 6 | 7 | 2  | 013:900 | +4    | 25     |
| 6.                        | Real Cartagena       | 15  | 7 | 3 | 5  | 020:190 | +1    | 24     |
| 7.                        | Fortaleza FC         | 15  | 6 | 4 | 5  | 018:150 | +3    | 22     |
| 8.                        | Tigres FC            | 15  | 5 | 6 | 4  | 017:140 | +3    | 21     |
| 9.                        | Leones FC (A)        | 15  | 4 | 9 | 2  | 019:170 | +2    | 21     |
| 10.                       | Real San Andrés      | 15  | 6 | 2 | 7  | 016:170 | −1    | 20     |
| 11.                       | Llaneros FC          | 15  | 6 | 1 | 8  | 012:150 | −3    | 19     |
| 12.                       | Valledupar FC        | 15  | 4 | 7 | 4  | 014:190 | −5    | 19     |
| 13.                       | Atlético FC          | 15  | 4 | 6 | 5  | 015:130 | +2    | 18     |
| 14.                       | Boca Juniors de Cali | 15  | 3 | 2 | 10 | 015:250 | −10   | 11     |
| 15.                       | Barranquilla FC      | 15  | 2 | 5 | 8  | 010:210 | −11   | 11     |
| 16.                       | Orsomarso SC         | 15  | 1 | 5 | 9  | 013:230 | −10   | 08     |
| Stand: Ende der Ligaphase |                      |     |   |   |    |         |       |        |

| (A) | Absteiger aus der Categoría Primera A 2018: Boyacá Chicó, Leones FC |

### Finalrunde

#### Gruppe A
| Pl.                        | Verein            | Sp. | S | U | N | Tore    | Diff. | Punkte |
| -------------------------- | ----------------- | --- | - | - | - | ------- | ----- | ------ |
| 1.                         | Deportivo Pereira | 6   | 4 | 1 | 1 | 011:400 | +7    | 13     |
| 2.                         | Cortuluá          | 6   | 3 | 2 | 1 | 010:600 | +4    | 11     |
| 3.                         | Tigres FC         | 6   | 1 | 3 | 2 | 006:120 | −6    | 06     |
| 4.                         | Deportes Quindío  | 6   | 0 | 2 | 4 | 006:110 | −5    | 02     |
| Stand: Ende der Finalrunde |                   |     |   |   |   |         |       |        |

| 18. Oktober 2019  |     |                   |                                          |
| Cortuluá          | 1:0 | Deportes Quindío  | Estadio Doce de Octubre, Tuluá           |
| Deportivo Pereira | 1:1 | Tigres FC         | Estadio Hernán Ramírez Villegas, Pereira |
| 22. Oktober 2019  |     |                   |                                          |
| Deportes Quindío  | 0:2 | Deportivo Pereira | Estadio Centenario, Armenia              |
| 23. Oktober 2019  |     |                   |                                          |
| Tigres FC         | 1:1 | Cortuluá          | Estadio Metropolitano de Techo, Bogotá   |
| 29. Oktober 2019  |     |                   |                                          |
| Tigres FC         | 4:3 | Deportes Quindío  | Estadio Metropolitano de Techo           |
| 30. Oktober 2019  |     |                   |                                          |
| Deportivo Pereira | 1:0 | Cortuluá          | Estadio Hernán Ramírez Villegas          |
| 9. November 2019  |     |                   |                                          |
| Deportes Quindío  | 0:0 | Tigres FC         | Estadio Centenario de Armenia            |
| 10. November 2019 |     |                   |                                          |
| Cortuluá          | 3:1 | Deportivo Pereira | Estadio Doce de Octubre                  |
| 13. November 2019 |     |                   |                                          |
| Cortuluá          | 2:0 | Tigres FC         | Estadio Doce de Octubre                  |
| Deportivo Pereira | 1:0 | Deportes Quindío  | Estadio Hernán Ramírez Villegas          |
| 16. November 2019 |     |                   |                                          |
| Deportes Quindío  | 3:3 | Cortuluá          | Estadio Centenario de Armenia            |
| Tigres FC         | 0:5 | Deportivo Pereira | Estadio Metropolitano de Techo           |

#### Gruppe B
| Pl.                        | Verein          | Sp. | S | U | N | Tore    | Diff. | Punkte |
| -------------------------- | --------------- | --- | - | - | - | ------- | ----- | ------ |
| 1.                         | Boyacá Chicó FC | 6   | 4 | 2 | 0 | 009:400 | +5    | 14     |
| 2.                         | Fortaleza FC    | 6   | 2 | 2 | 2 | 010:900 | +1    | 08     |
| 3.                         | Real Cartagena  | 6   | 1 | 3 | 2 | 008:800 | ±0    | 06     |
| 4.                         | Bogotá FC       | 6   | 0 | 3 | 3 | 005:110 | −6    | 03     |
| Stand: Ende der Finalrunde |                 |     |   |   |   |         |       |        |

| 21. Oktober 2019  |     |                |                                        |
| Boyacá Chicó      | 1:1 | Fortaleza FC   | Estadio La Independencia, Tunja        |
| Bogotá FC         | 1:1 | Real Cartagena | Estadio Metropolitano de Techo, Bogotá |
| 24. Oktober 2019  |     |                |                                        |
| Fortaleza FC      | 3:1 | Bogotá FC      | Estadio Municipal, Cota                |
| Real Cartagena    | 0:1 | Boyacá Chicó   | Estadio Romelio Martínez, Barranquilla |
| 29. Oktober 2019  |     |                |                                        |
| Fortaleza FC      | 1:3 | Real Cartagena | Estadio Municipal de Cota              |
| 31. Oktober 2019  |     |                |                                        |
| Boyacá Chicó      | 1:1 | Bogotá FC      | Estadio La Independencia               |
| 9. November 2019  |     |                |                                        |
| Bogotá FC         | 1:2 | Boyacá Chicó   | Estadio Metropolitano de Techo         |
| Real Cartagena    | 2:2 | Fortaleza FC   | Estadio Jaime Morón León, Cartagena    |
| 12. November 2019 |     |                |                                        |
| Boyacá Chicó      | 2:1 | Real Cartagena | Estadio La Independencia               |
| Bogotá FC         | 0:3 | Fortaleza FC   | Estadio Metropolitano de Techo         |
| 16. November 2019 |     |                |                                        |
| Fortaleza FC      | 0:2 | Boyacá Chicó   | Estadio Municipal de Cota              |
| 17. November 2019 |     |                |                                        |
| Real Cartagena    | 1:1 | Bogotá FC      | Estadio Jaime Morón León               |

### Finale
Das Hinspiel wurde am 22. und das Rückspiel am 26. November 2019 ausgetragen.
|                   | Gesamt |                 | Hinspiel | Rückspiel |
| ----------------- | ------ | --------------- | -------- | --------- |
| Deportivo Pereira | 3:2    | Boyacá Chicó FC | 2:1      | 1:1       |

#### Hinspiel
| Paarung           | Deportivo Pereira – Boyacá Chicó FC |
| Ergebnis          | 2:1 (1:0) |
| Datum             | 22. November 2019, 18:30 Uhr (UTC−5) |
| Stadion           | Estadio Hernán Ramírez Villegas, Pereira |
| Schiedsrichter    | Luis Trujillo Serna (Valle del Cauca) |
| Tore              | 1:0 Jorge Posada (38.) 1:1 Édinson Palomino (72.) 2:1 Jhonny Vásquez (81.) |
| Deportivo Pereira | Harlen Castillo, Sebastián Puerta, Mauricio Casierra, Danny Cano, Edwin Móvil (73. Diego Álvarez), Alejandro Artunduaga (70. Francisco Córdoba), Jairo Molina, Ronaldo Tavera, Jorge Posada, Jhonny Vásquez, Delio Ramírez. Cheftrainer: Néstor Craviotto |
| Boyacá Chicó FC   | Rogerio Caicedo, Jordy Monroy, Camilo Pérez, Jhonathan Muñoz, Járol Martínez, Frank Lozano, Jossymar Gómez (46. Mateo Palacios), Juan Vela, Nelino Tapia, Édinson Palomino, Luis Alfonso Páez. Cheftrainer: Jhon Jaime Gómez                              |
| Gelbe Karten      | Jairo Molina, Jorge Posada, Harlen Castillo, Jhonny Vásquez – keine |

#### Rückspiel
| Paarung           | Boyacá Chicó FC – Deportivo Pereira |
| Ergebnis          | 1:1 (0:1) |
| Datum             | 26. November 2019, 20:00 Uhr (UTC−5) |
| Stadion           | Estadio La Independencia, Tunja |
| Schiedsrichter    | Óscar Gómez |
| Tore              | 0:1 Jhonny Vásquez (30.) 1:1 Bryan Urueña (87.) |
| Boyacá Chicó FC   | Rogerio Caicedo, Jordy Monroy, Camilo Pérez, Jhonathan Muñoz, Járol Martínez (37. Juan Peláez), Juan Vela (66. Jossymar Gómez), Frank Lozano, Mateo Palacios, Edinson Palomino (75. Bryan Urueña), Nelino Tapia, Luis Alfonso Páez. Cheftrainer: Jhon Jaime Gómez                                   |
| Deportivo Pereira | Harlen Castillo, Jorge Posada, Danny Cano, Sebastián Puerta, Mauricio Casierra, Jhonny Vásquez, Ronaldo Tavera, Rafael Navarro (16. Edwin Móvil, 89. Yoiver González), Alejandro Artunduaga, Delio Ramírez (52. Francisco Córdoba), Jairo Molina (87. Diego Álvarez). Cheftrainer: Néstor Craviotto |
| Gelbe Karten      | Juan Vela, Mateo Palacios – Jhonny Vásquez, Danny Cano, Edwin Móvil, Jairo Molina, Ronaldo Tavera |

## Play-offs
Das Hinspiel wurde am 1. und das Rückspiel am 6. Dezember 2019 ausgetragen.
|          | Gesamt |                 | Hinspiel | Rückspiel |
| -------- | ------ | --------------- | -------- | --------- |
| Cortuluá | 0:1    | Boyacá Chicó FC | 0:0      | 0:1       |

## Torschützenliste
Bei gleicher Anzahl von Treffern sind die Spieler alphabetisch geordnet.
| Pl. | Spieler                | Mannschaft        | Tore |
| --- | ---------------------- | ----------------- | ---- |
| 1.  | Juan Sebastián Herrera | Cortuluá          | 24   |
| 2.  | Jairo Molina           | Deportivo Pereira | 18   |
| 2.  | Edwin Aguilar          | Real Cartagena    | 17   |
| 2.  | Diego Álvarez          | Deportivo Pereira | 17   |
| 5.  | Leonel García          | Atlético FC       | 14   |
| 6.  | Kevin Aladesanmi       | Leones FC         | 13   |
| 7.  | Luis Cuesta            | Tigres FC         | 12   |
| 7.  | Henry Hernández        | Deportes Quindío  | 12   |
| 7.  | Guillermo Murillo      | Cortuluá          | 12   |
| 7.  | Edinson Palomino       | Boyacá Chicó FC   | 12   |

## Gesamttabelle
| Pl.               | Verein               | Sp. | S  | U  | N  | Tore    | Diff. | Punkte |
| ----------------- | -------------------- | --- | -- | -- | -- | ------- | ----- | ------ |
| 1.                | Deportivo Pereira    | 46  | 25 | 13 | 8  | 065:320 | +33   | 88     |
| 2.                | Boyacá Chicó FC (A)  | 46  | 23 | 15 | 8  | 062:380 | +24   | 84     |
| 3.                | Cortuluá             | 46  | 23 | 8  | 15 | 074:550 | +19   | 77     |
| 4.                | Real Cartagena       | 42  | 19 | 13 | 10 | 065:500 | +15   | 70     |
| 5.                | Deportes Quindío     | 42  | 17 | 13 | 12 | 055:440 | +11   | 64     |
| 6.                | Leones FC (A)        | 36  | 12 | 16 | 8  | 041:400 | +1    | 52     |
| 7.                | Bogotá FC            | 36  | 14 | 9  | 13 | 040:440 | −4    | 51     |
| 8.                | Fortaleza FC         | 36  | 13 | 10 | 13 | 049:460 | +3    | 49     |
| 9.                | Tigres FC            | 36  | 11 | 14 | 11 | 043:500 | −7    | 47     |
| 10.               | Llaneros FC          | 36  | 13 | 5  | 18 | 040:490 | −9    | 44     |
| 11.               | Barranquilla FC      | 36  | 10 | 10 | 16 | 034:450 | −11   | 40     |
| 12.               | Valledupar FC        | 30  | 7  | 12 | 11 | 027:390 | −12   | 33     |
| 13.               | Real San Andrés      | 30  | 7  | 9  | 14 | 029:410 | −12   | 30     |
| 14.               | Atlético FC          | 30  | 5  | 11 | 14 | 024:380 | −14   | 26     |
| 15.               | Boca Juniors de Cali | 30  | 5  | 8  | 17 | 027:450 | −18   | 23     |
| 16.               | Orsomarso SC         | 30  | 1  | 12 | 17 | 029:480 | −19   | 15     |
| Stand: Saisonende |                      |     |    |    |    |         |       |        |